# Ford Pinto
La Ford Pinto è un'autovettura prodotta dalla casa automobilistica statunitense Ford dal 1971 al 1980. Fu la prima Ford di categoria subcompact per il mercato nordamericano. Dal 1974 al 1980 ne fu prodotta una versione ottenuta tramite badge engineering, la Mercury Bobcat.
Si guadagnò la fama di "auto assassina". Questo era dovuto al fatto che quando l'auto era tamponata, vi era un alto tasso di probabilità che questa s'incendiasse e inoltre, per via delle deformazioni che il debole telaio subiva, anche a impatti a bassa velocità, spesso le portiere si bloccavano, impossibilitando la fuga dall'auto. Questo grave difetto era dovuto alla posizione del suo serbatoio che era collocato tra il paraurti posteriore e l'asse posteriore e quindi, in caso d'impatto, veniva spinto verso l'asse che aveva dei bulloni non rifiniti e sporgenti che lo perforavano provocando la fuoriuscita della benzina.
Questa situazione era ben nota ai dirigenti della casa dell'ovale blu, che però decisero d'ignorarla poiché il costo di riprogettazione e correzione dell'errore era di gran lunga superiore rispetto al costo dei rimborsi dovuti alle cause intentategli dalle vittime di questo difetto.